# Aleksander Majkowski
Aleksander Majkowski (n. 17 iulie 1876, Kościerzyna, voievodatul Pomerania, Polonia – d. 10 februarie 1938, Gdynia, Polonia) a fost un scriitor, jurnalist și medic cașubian polonez.

## Scrieri
- Pamiętnik z wojny europejskiej roku 1914 (Tadeusz Linkner), Wejherowo : Muzeum Piśmiennictwa i Muzyki Kaszubsko-Pomorskiej w Wejherowie ; Pelplin : Wydawn. Diecezji Pelplińskiej "Bernardinum", 2000.
- Żëcé i przigodë Remusa. Zvjercadło kaszubskji, Toruń 1938